# مستوى المعرفة
في الذكاء الاصطناعي، يستعين الوكلاء القائمون على المعرفة بمجموعة من الجمل المنطقية لتخمين استنتاجات حول العالم. على مستوى المعرفة، نحتاج فقط إلى تحديد ما يعرفه العميل وما هي أهدافه؛ وهو تجريد منطقي منفصل عن تفاصيل التنفيذ.
قَدّم مفهومَ مستوى المعرفة لأول مرة الباحث ألين نيويل في ثمانينيات القرن العشرين، وذلك بهدف إيجاد طريقة لتبرير سلوك العميل. يتخذ العميل إجراءات بناءً على المعرفة التي يمتلكها، في محاولة للوصول إلى أهداف محددة. ويختار الأفعال وفقاً لمبدأ العقلانية.
تحت مستوى المعرفة يوجد مستوى الرمز. في حين أن مستوى المعرفة موجه نحو العالم، أي أنه يتعلق بالبيئة التي يعمل فيها العميل، فإن مستوى الرمز موجه نحو النظام، حيث يتضمن الآليات المتاحة للوكيل للعمل. مستوى المعرفة يعقلن سلوك العميل، في حين أن مستوى الرمز يجعل سلوك العميل ميكانيكيًا.
على سبيل المثال، في برامج الحاسوب، يتكون مستوى المعرفة من المعلومات الموجودة في هياكل البيانات المستخدمة لأداء إجراءات معينة. يتكون مستوى الرمز من خوارزميات البرنامج، وهياكل البيانات نفسها.